# Çelebi
Çelebi es un distrito de la provincia de Kırıkkale en la región de Anatolia Central de Turquía. En el censo turco de 2000, la población del distrito era de 7210 habitantes, de los cuales 3333 vivían en la ciudad de Çelebi. La población del distrito de Çelebi es 2302 a partir de 2021. Esta población consta de 1221 hombres y 1081 mujeres.